# 台鐵DR2510型柴油車

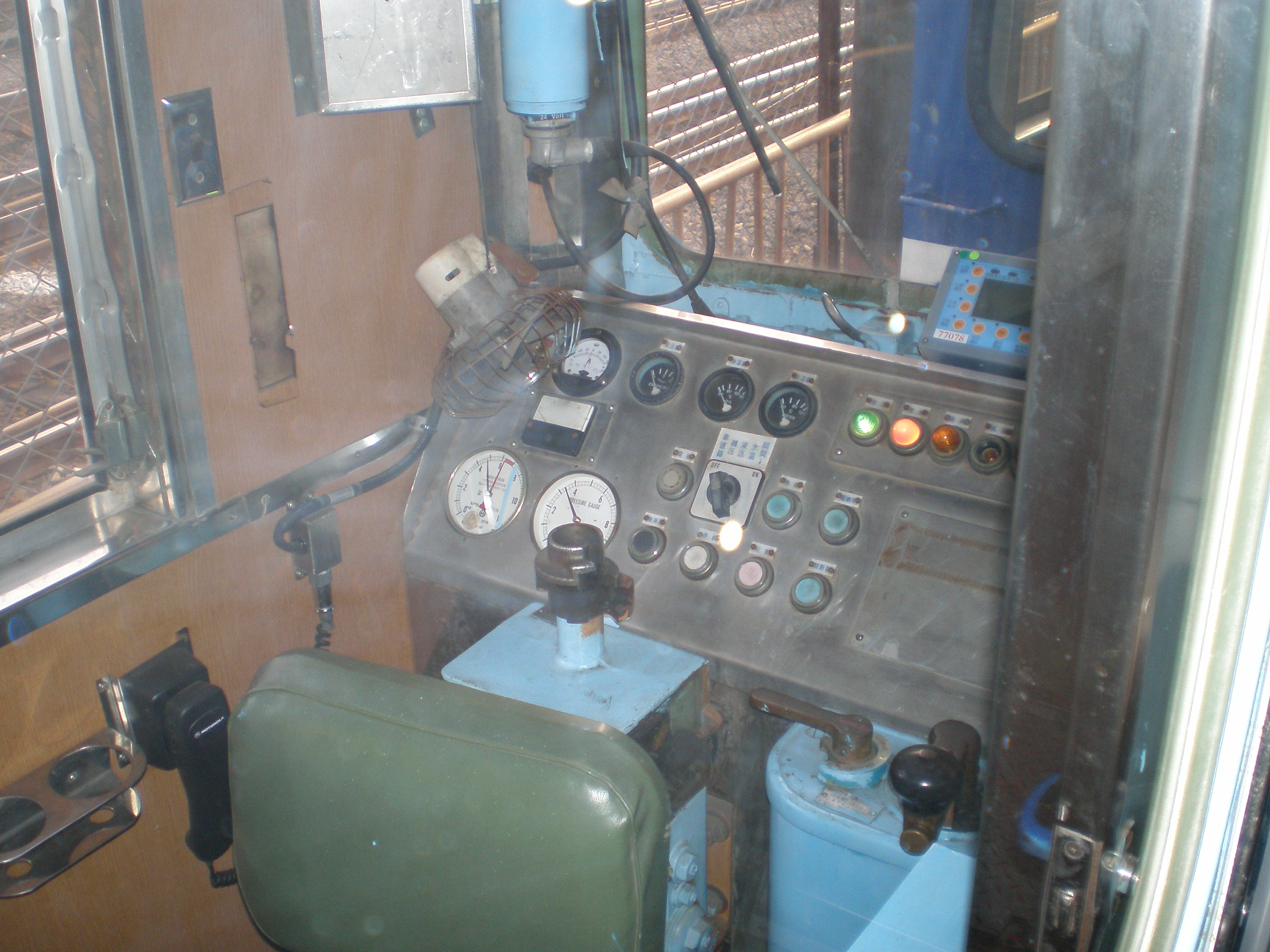
駕駛室

DR2510型柴油車是臺灣鐵路管理局所使用的一款柴油客車。因其車體較當時平溪線與集集線使用之DR2100型~DR2400型柴油車大，遂有「大藍寶寶」之暱稱。

## 簡介
- 1990年代初期，因支線用之DR2100型至DR2400型柴油客車已老舊，以及當時使用於海線區間車的DR2700型柴油車設計上不適合做為通勤車使用，台鐵希望購入新型的通勤柴油客車。1991年，台鐵委由唐榮鐵工廠試造了兩輛柴油客車，編為DR2510型柴油客車。

- DR2510型誕生時有部分人士推測該型車可能使用當時已全數報廢解體的DR2500型飛快車的部分零件才編列此車型，後被證實兩者無直接關聯，因DR2500型只有8輛才插空隙編列車型。[1]

- 因油耗、規格特殊等緣故，實際使用後DR2510型並不符合經濟效益和台鐵的需求，因此僅試作了2輛DR2510型（45DR2511號、2512號）。

## 使用情況
- DR2510型剛開始用於海線做為柴油普通車使用，也在路線淨空大的內灣線行駛（但曾於幹線行駛集集線列車班次）。DR1000型柴油車加入內灣線等支線營運之後，DR2510型就改到南迴線作為柴快行駛。但在2004年時因液體變速器故障，無法正常運行，南迴線普通車改由柴電機車牽引客車廂運行。

- 因運行太過耗油，液體變速器故障，缺乏備料替換，多次檢修仍無法有效解決。依據台灣鐵路管理局2004年10月27日「鐵機行字第0930025924號函」，DR2511號柴油客車因變速總成待料，短期內修復困難，自2004年10月1日起暫改為第二種停用車。車輛暫時留置於七堵調車場。

- 適逢桃園縣政府安排林口線載客營運，因缺乏車輛使用，台鐵便將這兩輛DR2510型客車整修用於行駛林口線。後於2009年期間因故障或保養等因素，漸漸由DR1000型替代行駛（若DR1000型支援平溪線加班車或檢修且林口線有客運需求時，則以DR2700型代替行駛）。

- 曾一度留置於七堵調車場，之後於2012年10月17日由7602次貨運列車迴送至臺東機務段。

- 2014年中，為了配合2014年8月「2014仲夏寶島號花東首航」活動需要，兩輛DR2510型柴油客車修復完成並於台東線上試運轉。

- 目前狀況不佳停用，停放於臺東機務段。

## 圖片集

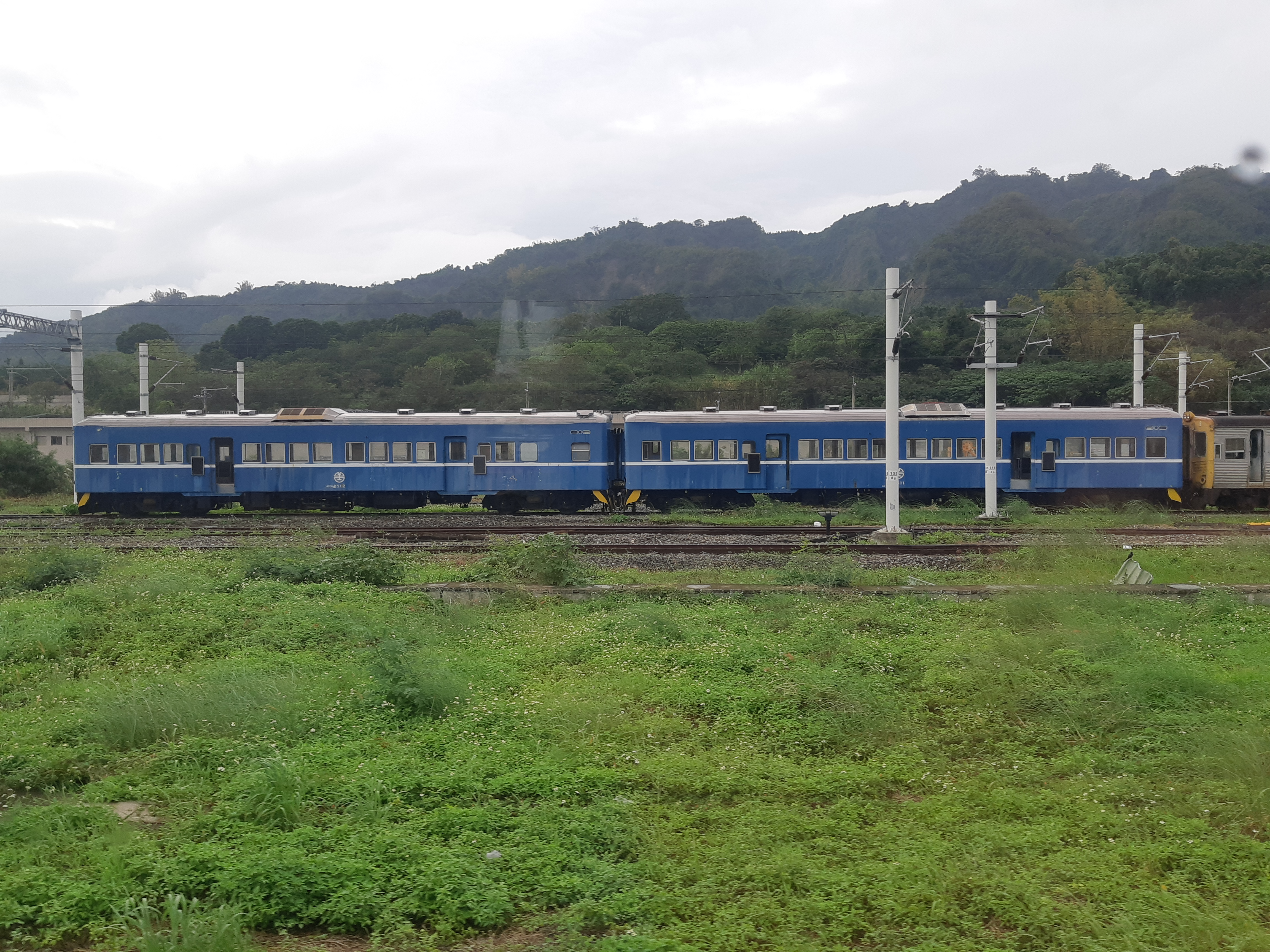
停放於台東機務段的DR2510型
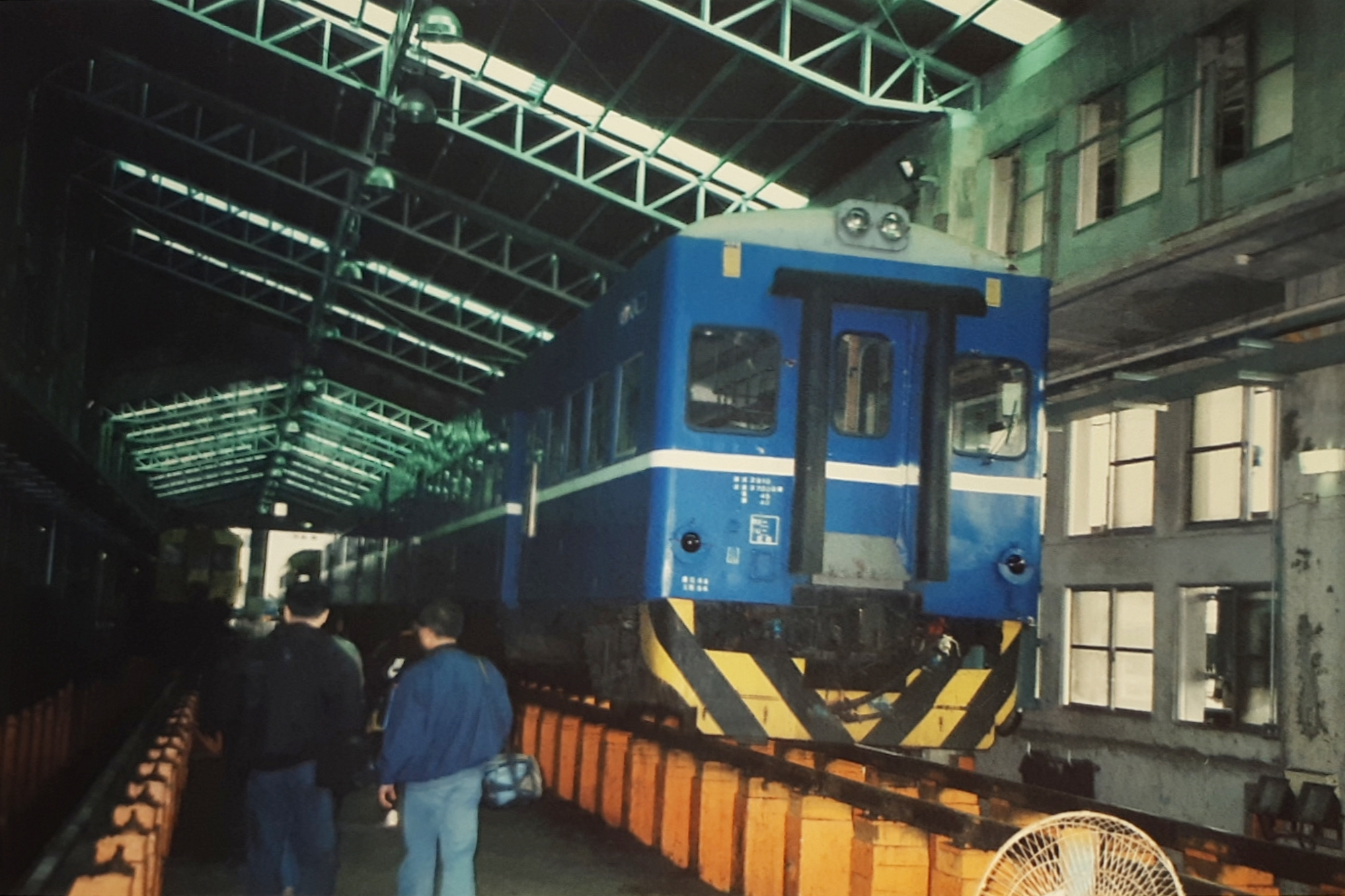
現役時在花蓮機務段維修中的DR2510型
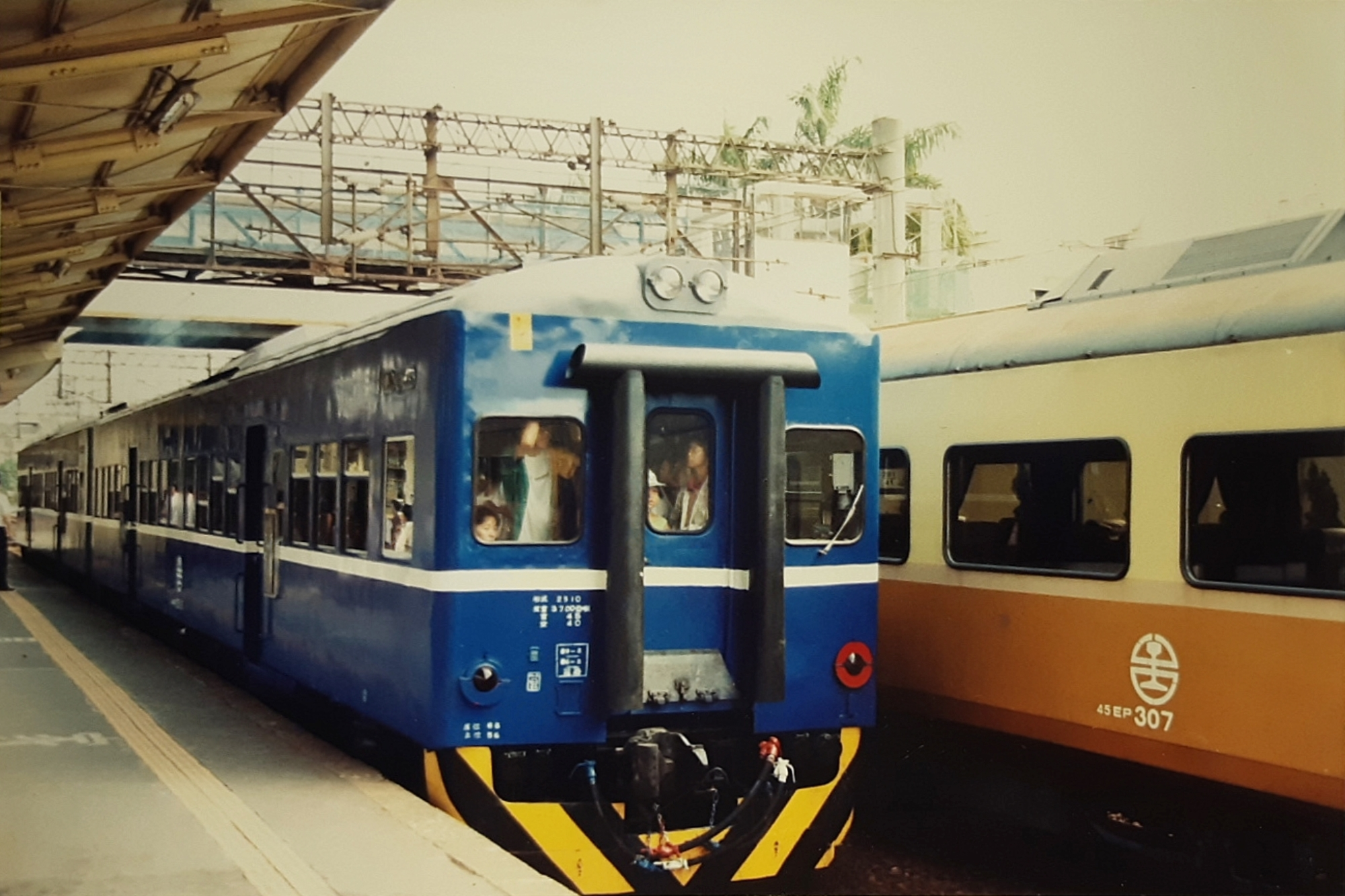
員林站內行駛集集線班次的DR2510型
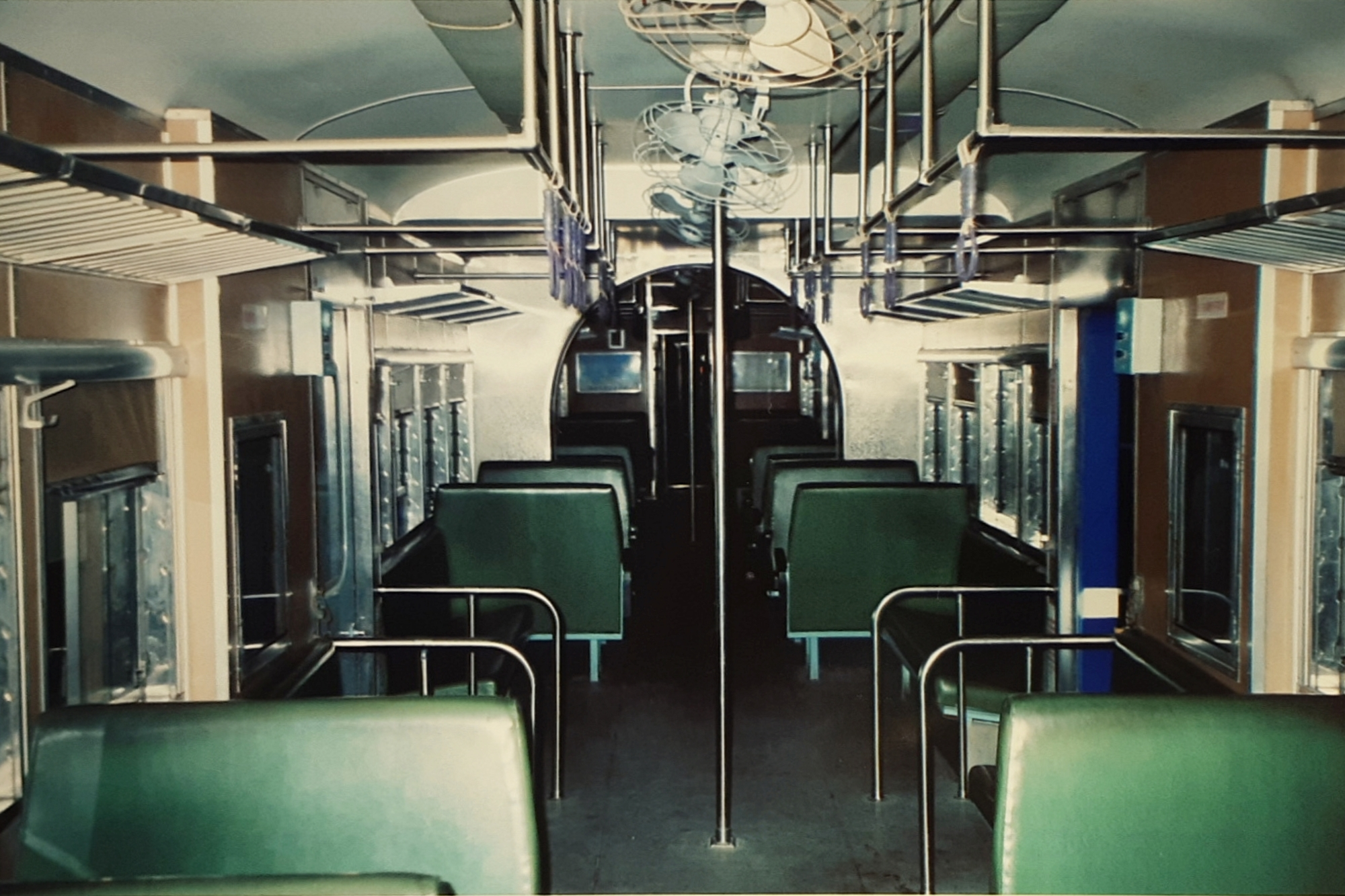
DR2510型內裝

## 外部鏈結
- Train Collection
- 多病藍寶寶：台鐵DR2510 (風采) （页面存档备份，存于）
- 鐵道旅行‧火車 DR2510 (我的赤腳旅行) （页面存档备份，存于）
- 客運化的台鐵林口線/桃林鐵路 (新南極運轉站) （页面存档备份，存于）
- 關於林口支線有沒有載客 (台灣鐵道網)[永久]
- 蘇昭旭. . 台北: 人人出版. 2009年2月10日: 136頁. ISBN 9789867112989 （中文（繁體））.